# Federación Vasca de Natación
La Federación Vasca de Natación (en lengua vasca, Euskal Igeriketa Erakundea) (FVN-EIF) es una entidad privada sin ánimo de lucro y con personalidad jurídica que reúne a deportistas, técnicos, jueces, clubes y agrupaciones deportivas para la práctica, promoción y organización de la modalidad de Natación en el País Vasco.
La Federación Vasca de Natación integra las tres federaciones regionales la Federación Bizkaina de Natación (FBN-BIF) de Vizcaya, la Federación Guipuzcoana de Natación (GIF) de Guipúzcoa y la Federación Alavesa de Natación (FAN) Álava, estando representadas por la vasca.
La Federación Vasca de Natación forma parte de la Real Federación Española de Natación (RFEN).

## Historia
En 1943, Maurice Larribot, como nadador y después directivo deportivo consiguió que los nadadores vizcaínos y guipuzcoanos terminaran por entenderse y se unan para fundar la Federación Vasca de Natación.
Un año después, 1944, se consigue la unificación total de la natación vasco-navarra, al unírseles Alava, a la vez que se funda el Colegio de Árbitros. Aquel mismo año el Club Natación Judizmendi se instala en la piscina alavesa del Polvorin, y organiza en ella los y Campeonatos "Regionales" vasco-navarros.
En 1975 se disolvió la Federación Vasco-Navarra, al independizarse ambas una de otra, pasando a convertirse en Federación Vasca, y Federación Navarra.
En 1985, la Federación se constituyó legalmente, constituyéndose con la forma legal de asociación deportiva vasca.
El presidente de la Federación Vasca de Natación es Javier Sáez, que también es vicepresidente de la Real Federación Española de Natación (RFEN). Fue presidente de 2013 a 2024.

## Disciplinas
La disciplina de natación comprende las siguientes disciplinas:
- Natación (aguas cerradas)
- Natación de larga distancia
- Waterpolo
- Natación sincronizada
- Saltos
- Salvamento y socorrismo

## Presidentes
- Manuel Isuskiza (2004-2013)[15][16][17]
- Javier Sáez Gómez (2013-2024)[12][13]

## Clubs
Clubes integrados en la Federación Vasca de Natación:
| - CN Laudio - CN Judizmendi - CN Menditxo - CN Urgain - CN Zadorra - Laudata Urpolo - Urdantza - CN Amorebieta IKT - CN Astola IKT - CN Atxondo IKT - CN Axpoandi Bermeo IK - CN Bilbao Aingeruak IK - C. Askartza - C. Sincro Sestao - C. Sincro Urbarri - CD Bilbao | - CN Meatzaldea - CN Barakaldo - CN Basauri - CN Maristas - CN Mungia - CN Santurtzi - CN Sestao - CN Tabira - CN Zalla Zurkide - DN Portugalete - CN Galdakao IT - CN Ganguren IT - Getxo IBKE - CN Igorre IGT - CN Kikunbera IK - CN Kosnoaga IKT | - Lauro Ikastola - Leioa WLB - CN Ondarru IT - CN Sopela IT - Waterpolo Sestao - Swim Camp Getxo - Ur Irekiak Galea - CN Aloña mendi KE - Atletico S.S. - CN Bergara IE - Bidasoa XXI - CN Buruntzaldea IKT - CD Kairoscore - Donostia Urpolo - CN Easo - Eibar Igerixan | - Esepetres - Fortuna CD - Hernani KE - Igartza Ike - CN Izarraitz IE - Konporta KE - Legazpi - CN Ordizia IE - Taosa IT - Tolosaldea - Urbat - Urgara Txingudi - Zarautz KE - Zubiaurre IE |